# 小津雅邦
小津 雅邦（おづ まさくに、1968年 - ）は、日本の作曲家である。

## 作品

### 映画
- 生きとし生けるもの（2017年）
- 知床の冒険（2020年）

### PV
- ユネスコデザイン都市旭川PV（2022年）